# Sint-Jan Berchmanskerk (Vilvoorde)

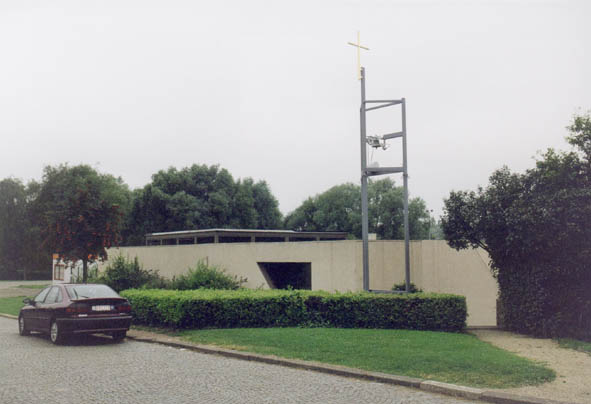
Sint-Jan Berchmanskerk

De Sint-Jan Berchmanskerk was een kerkgebouw in de tot de Vlaams-Brabantse gemeente Vilvoorde behorende plaats Koningslo, voor de wijk Het Voor, gelegen aan de Streekbaan 248.
De kerk werd gebouwd in 1963 naar ontwerp van Maurice Van Cauwelaert.
Het betrof een zaalkerk met plat dak, gebouwd in de stijl van het naoorlogs modernisme. Bij de kerk bevindt zich een stalen geraamte dat dienst deed als open klokkentoren.
De kerk werd gesloopt.